# Lewis Sayre
Lewis Albert Sayre (29 de febrero de 1820-21 de septiembre de 1900) fue un destacado cirujano ortopédico estadounidense del siglo XIX. Realizó la primera operación para curar la anquilosis (rigidez) de la articulación de la cadera e introdujo el método de suspender al paciente seguido de envolver el cuerpo para corregir las distorsiones de la columna vertebral. También destacó por mejorar las condiciones sanitarias de Nueva York y por detener la propagación del cólera desde los barcos que llegaban. Sayre fue uno de los principales fundadores del Bellevue Hospital Medical College y de la American Medical Association, de la que fue elegido vicepresidente en 1866 y presidente en 1880.

## Biografía
Sayre nació en Bottle Hill (actual Madison), en el Condado de Morris, Nueva Jersey, en el seno de una próspera familia de agricultores. Su padre murió cuando Lewis tenía sólo 10 años, y el niño fue criado por su tío, un banquero de Lexington, Kentucky. Sayre se graduó en la Universidad de Transilvania, en Lexington, en 1839, y luego estudió medicina en el Colegio de Médicos y Cirujanos (ahora parte de la Universidad de Columbia). Se graduó en 1842-3 y enseguida fue contratado como cirujano por el Colegio. En 1853 fue nombrado cirujano del Hospital Bellevue y, en 1859, cirujano del Smallpox Hospital de Isla Roosevelt. En 1873 se convirtió en cirujano asesor de esta última institución.
Sayre se especializó en lesiones y defectos de huesos y articulaciones. En 1861 fue uno de los principales organizadores del Colegio Médico del Hospital Bellevue y ese mismo año se convirtió en profesor de cirugía ortopédica, fracturas y luxaciones en la recién creada escuela de medicina del hospital. Más tarde se convirtió también en profesor de cirugía clínica, y ocupó ambas cátedras hasta 1898, cuando la facultad se fusionó con la Universidad de Nueva York y fue nombrado profesor emérito de cirugía ortopédica y clínica de la institución consolidada. Fue uno de los fundadores de la Academia de Medicina de Nueva York, la Asociación Médica Americana y la Sociedad Patológica de Nueva York. Fue elegido vicepresidente de la Asociación Médica Americana en 1866 y su presidente en 1880. También ayudó a crear su revista en 1882.
Paralelamente, entre 1860 y 1866, Sayre actuó como funcionario de salud de la ciudad de Nueva York, y en ese cargo fue muy respetado por la comunidad. En particular, mejoró las condiciones sanitarias de Nueva York y consiguió la vacunación obligatoria. También comprendió los mecanismos por los que el cólera era traído por los marineros desde los barcos que llegaban y evitó que se extendiera a la ciudad aplicando la cuarentena. Sus métodos no fueron más aceptados y durante mucho tiempo Nueva York fue el único puerto que aplicaba las normas de cuarentena.
En 1854, Sayre realizó su primera operación para curar la anquilosis de cadera, que consistía en extirpar parte del fémur (en su cabeza) para facilitar los movimientos de la articulación obstaculizada. En 1871 realizó una gira por Europa y, por invitación, hizo demostraciones de sus métodos ante numerosas sociedades médicas. Cinco años más tarde fue delegado en el Congreso Médico Internacional de Filadelfia, y realizó ante ese organismo una operación para la enfermedad de la cadera. Joseph Lister, el fundador de la cirugía antiséptica, fue citado diciendo: "Creo que esta demostración habría sido por sí misma una recompensa suficiente para mi viaje a través del Atlántico". Al año siguiente, 1877, fue enviado por la Asociación Médica Americana a la reunión de la Asociación Médica Británica en Mánchester, donde demostró su nuevo tratamiento de las enfermedades y deformidades de la columna vertebral mediante la suspensión y la aplicación de vendas de yeso de París. Las demostraciones se repitieron en los principales hospitales de toda Inglaterra.
En 1870, Sayre comenzó a utilizar la circuncisión como supuesta cura para varios casos de niños pequeños a los que se les había diagnosticado parálisis o problemas motores importantes. Pensaba que el procedimiento mejoraba dichos problemas basándose en la teoría de la enfermedad de la "neurosis refleja", que sostenía que la estimulación excesiva de los genitales (es decir, la masturbación) era una alteración del equilibrio del sistema nervioso y una causa de problemas sistémicos.
El Dr. Sayre fue un voluminoso escritor, principalmente sobre temas relacionados con la cirugía. Inventó muchos instrumentos para su uso en operaciones y para el alivio de deformidades. Sayre fue cirujano consultor del Hospital de Santa Isabel, del Dispensario del Noroeste y del Hogar para Incurables de Nueva York. Fue miembro honorario de importantes sociedades estadounidenses y europeas. En 1972, en reconocimiento a su labor, el Rey de Suecia le nombró Caballero de la Orden de Vasa.

## Crítica
Aunque en su mayoría fueron aclamados, los métodos introducidos por Sayre también fueron criticados por sus colegas. La operación de la articulación de la cadera introducida por Sayre resultó ser un reto técnico. En las primeras décadas tras su introducción, cerca de la mitad de los pacientes morían tras la operación y sólo algunos de los que se recuperaban recuperaban la flexibilidad. Por lo tanto, a menudo se evitaba en favor de un tratamiento no quirúrgico. Algunos médicos (por ejemplo, Newton Melman Shaffer) criticaron el uso del yeso de París preconizado por Sayre y lo consideraron inadecuado para tratar el mal de Pott.

## Familia
En 1849, Sayre se casó con Eliza Ann Hall (19 de enero de 1822-7 de enero de 1894), una pintora de una familia de artistas. Tuvieron tres hijos y una hija. Los tres hijos se convirtieron en médicos, trabajando con su padre, pero dos de ellos murieron en la madurez: Charles Henry Hall Sayre (1850-1880) de una caída, y Lewis Hall Sayre (1851-1890) de una enfermedad cardíaca. Su hija Mary Jane nunca se casó y vivió con la familia, ayudando a su padre con sus publicaciones. Reginald Hall Sayre (15 de octubre de 1859 -29 de mayo de 1929) se convirtió en un destacado cirujano ortopédico y tirador deportivo olímpico.